# Кастр-Уэст
Кастр-Уэст (фр. Castres-Ouest) — упразднённый кантон во Франции, находился в регионе Юг-Пиренеи, департамент Тарн. Входил в состав округа Кастр.
Код INSEE кантона — 8146. Всего в состав кантона Кастр-Уэст входили три коммуны, из них главной коммуной являлась Кастр.
Кантон был упразднён в марте 2015 года.

## Население
Население кантона на 2011 год составляло 11 671 человек.
| 1962 | 1968 | 1975 | 1982 | 1990 | 1999 | 2011   |
| ---- | ---- | ---- | ---- | ---- | ---- | ------ |
| —    | —    | —    | —    | —    | —    | 11 671 |

## Коммуны кантона
| Коммуна | Население, чел. (2010) | Код INSEE | Почтовый индекс |
| ------- | ---------------------- | --------- | --------------- |
| Кастр   | 42 314                 | 81065     | 81100           |
| Навес   | 699                    | 81195     | 81710           |
| Саис    | 3307                   | 81273     | 81710           |